# Lijst van Canadese ministers van Buitenlandse Zaken

## Ministers van Buitenlandse Zaken van Canada (1980–heden)
| Minister van Buitenlandse Zaken Minister of Foreign Affairs | Minister van Buitenlandse Zaken Minister of Foreign Affairs | Minister van Buitenlandse Zaken Minister of Foreign Affairs | Ambtstermijn      | Ambtstermijn      | Partij(en)              | Premier(s)                 | Kabinet(en) |
| ----------------------------------------------------------- | ----------------------------------------------------------- | ----------------------------------------------------------- | ----------------- | ----------------- | ----------------------- | -------------------------- | ----------- |
|                                                             |                                                             | Mark MacGuigan (1931–1998)                                  | 3 maart 1980      | 10 september 1982 | LP                      | Pierre Trudeau (1980–1984) | 22e         |
|                                                             | Allan MacEachen                                             | Allan MacEachen (1921 2017)                                 | 10 september 1982 | 30 juni 1984      | LP                      | Pierre Trudeau (1980–1984) | 22e         |
|                                                             | Jean Chrétien                                               | Jean Chrétien (1934)                                        | 30 juni 1984      | 16 september 1984 | LP                      | John Turner (1984)         | 23e         |
|                                                             | Joe Clark                                                   | Joe Clark (1939)                                            | 16 september 1984 | 20 april 1991     | PC                      | Brian Mulroney (1984–1993) | 24e         |
|                                                             |                                                             | Barbara McDougall (1937)                                    | 20 april 1991     | 25 juni 1993      | PC                      | Brian Mulroney (1984–1993) | 24e         |
|                                                             |                                                             | Perrin Beatty (1951)                                        | 25 juni 1993      | 3 november 1993   | PC                      | Kim Campbell (1993)        | 25e         |
|                                                             |                                                             | André Ouellet (1939)                                        | 3 november 1993   | 24 januari 1996   | LP                      | Jean Chrétien (1993–2003)  | 26e         |
|                                                             | Lloyd Axworthy                                              | Lloyd Axworthy (1939)                                       | 3 november 1993   | 20 oktober 2000   | LP                      | Jean Chrétien (1993–2003)  | 26e         |
|                                                             | John Manley                                                 | John Manley (1950)                                          | 20 oktober 2000   | 15 januari 2002   | LP                      | Jean Chrétien (1993–2003)  | 26e         |
|                                                             | Bill Graham                                                 | Bill Graham (1939–2022)                                     | 15 januari 2002   | 20 juli 2004      | LP                      | Jean Chrétien (1993–2003)  | 26e         |
| LP                                                          | Bill Graham                                                 | Bill Graham (1939–2022)                                     | 15 januari 2002   | 20 juli 2004      | Paul Martin (2003–2006) | 27e                        |             |
|                                                             | Pierre Pettigrew                                            | Pierre Pettigrew (1951)                                     | 20 juli 2004      | 6 februari 2006   | Paul Martin (2003–2006) | 27e                        | LP          |
|                                                             | Peter MacKay                                                | Peter MacKay (1965)                                         | 6 februari 2006   | 14 augustus 2007  | CP                      | Stephen Harper (2006–2015) | 28e         |
|                                                             | Maxime Bernier                                              | Maxime Bernier (1963)                                       | 14 augustus 2007  | 26 mei 2008       | CP                      | Stephen Harper (2006–2015) | 28e         |
|                                                             |                                                             | David Emerson (1945)                                        | 26 mei 2008       | 20 oktober 2008   | CP                      | Stephen Harper (2006–2015) | 28e         |
|                                                             | Lawrence Cannon                                             | Lawrence Cannon (1947)                                      | 20 oktober 2008   | 18 mei 2011       | CP                      | Stephen Harper (2006–2015) | 28e         |
|                                                             | John Baird                                                  | John Baird (1969)                                           | 18 mei 2011       | 3 februari 2015   | CP                      | Stephen Harper (2006–2015) | 28e         |
|                                                             | Ed Fast                                                     | Ed Fast (1955)                                              | 3 februari 2015   | 10 februari 2015  | CP                      | Stephen Harper (2006–2015) | 28e         |
|                                                             | Rob Nicholson                                               | Rob Nicholson (1952)                                        | 10 februari 2015  | 4 november 2015   | CP                      | Stephen Harper (2006–2015) | 28e         |
|                                                             | Stéphane Dion                                               | Stéphane Dion (1955)                                        | 4 november 2015   | 10 januari 2017   | LP                      | Justin Trudeau (2015–2025) | 29e         |
|                                                             | Chrystia Freeland                                           | Chrystia Freeland (1968)                                    | 10 januari 2017   | 20 november 2019  | LP                      | Justin Trudeau (2015–2025) | 29e         |
|                                                             | François-Philippe Champagne                                 | François- Philippe Champagne (1970)                         | 20 november 2019  | 12 january 2021   | LP                      | Justin Trudeau (2015–2025) | 29e         |
|                                                             | Marc Garneau                                                | Marc Garneau (1949–2025)                                    | 12 january 2021   | 26 oktober 2021   | LP                      | Justin Trudeau (2015–2025) | 29e         |
|                                                             | Mélanie Joly                                                | Mélanie Joly (1979)                                         | 26 oktober 2021   | 13 mei 2025       | LP                      | Justin Trudeau (2015–2025) | 29e         |
|                                                             | Mélanie Joly                                                | Mélanie Joly (1979)                                         | 26 oktober 2021   | 13 mei 2025       | LP                      | Mark Carney (2025–heden)   | 29e         |
|                                                             | Anita Anand                                                 | Anita Anand (1967)                                          | 13 mei 2025       | heden             | LP                      | Mark Carney (2025–heden)   | 29e         |